# Chełmsko Śląskie
Chełmsko Śląskie ( [ˈxɛwmskɔ ˈɕlɔ̃skʲi ɛ]IPA, německy Schömberg) je ves v Polsku v Dolnoslezském vojvodství v okrese Kamienna Góra. Sídlo je vzdáleno 14 km od Kamienne Góry. Lubawka, do jejíž gminy Chełmsko Śląskie spadá, je vzdálena 6 km. Ves leží u hranice s Českem, na jejím jihovýchodním konci se nachází turistický hraniční přechod do Libné (v současné době již zaniklá obec, součást Teplic nad Metují). Vsí protéká řeka Zadrna.

## Administrativa
Chełmsko Śląskie je součástí městsko-vesnické gminy se sídlem v Lubawce.

## Památky
Chełmsko Śląskie lze z historicko-urbanistického hlediska považovat za město. Do dnešních dnů se zachovala městská struktura sídla s náměstím, kterému dominují barokní a klasicistní obytné domy. Nad náměstím stojí kostel sv. Rodiny obklopený rozsáhlým historickým hřbitovem. Významnou památkou jsou zachovalé dřevěné tkalcovské domy, jejichž dva soubory nesou názvy „Dvanáct apoštolů“ a „Sedm bratří“.

## Galerie

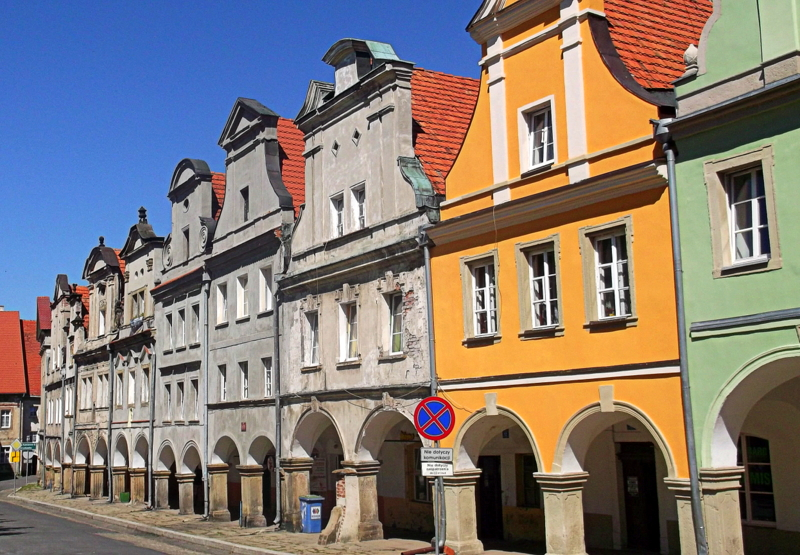
Náměstí
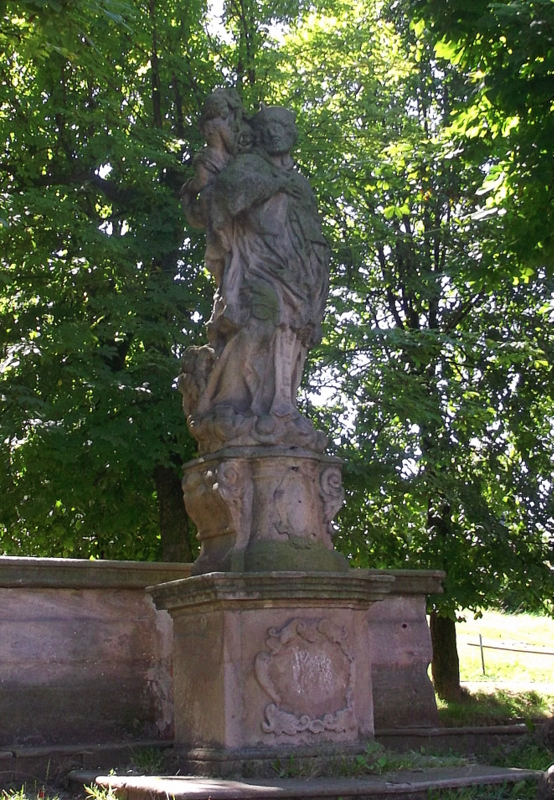
Svatý Jan Nepomucký
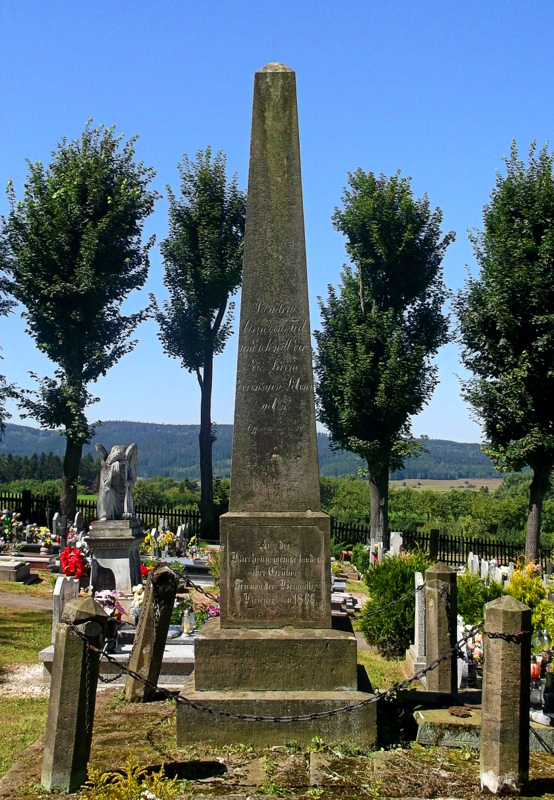
Hřbitov
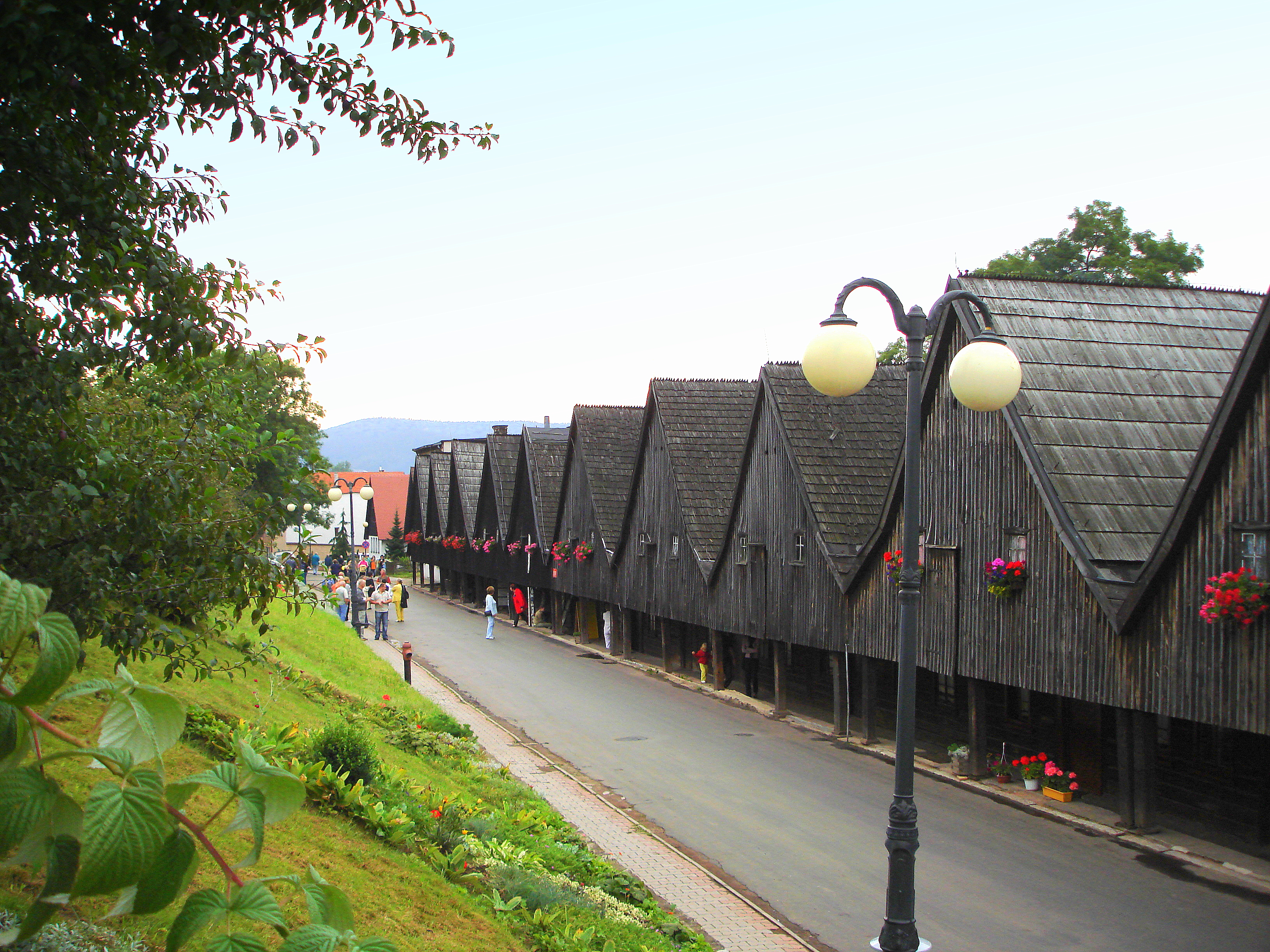
Tkalcovské domy „Dvanáct apoštolů“